# Мотороллер

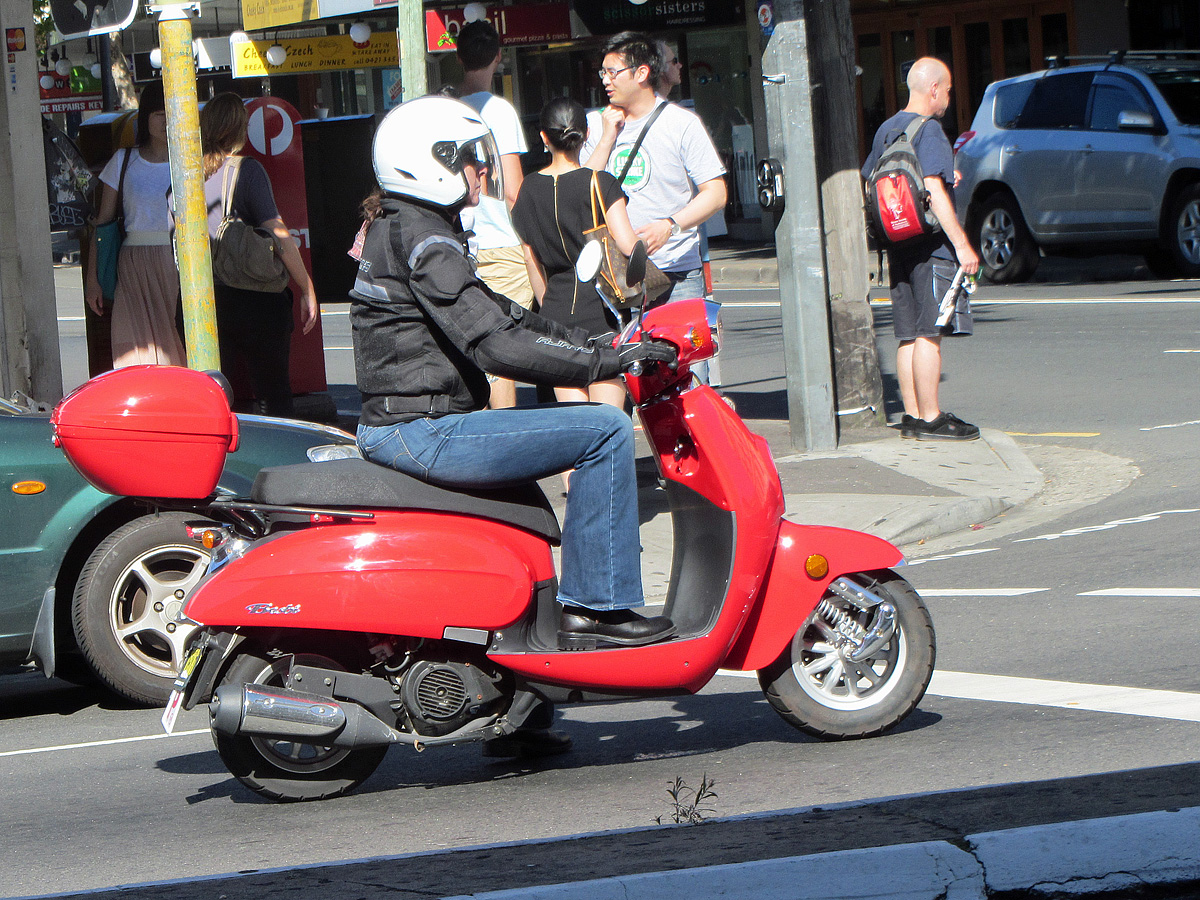

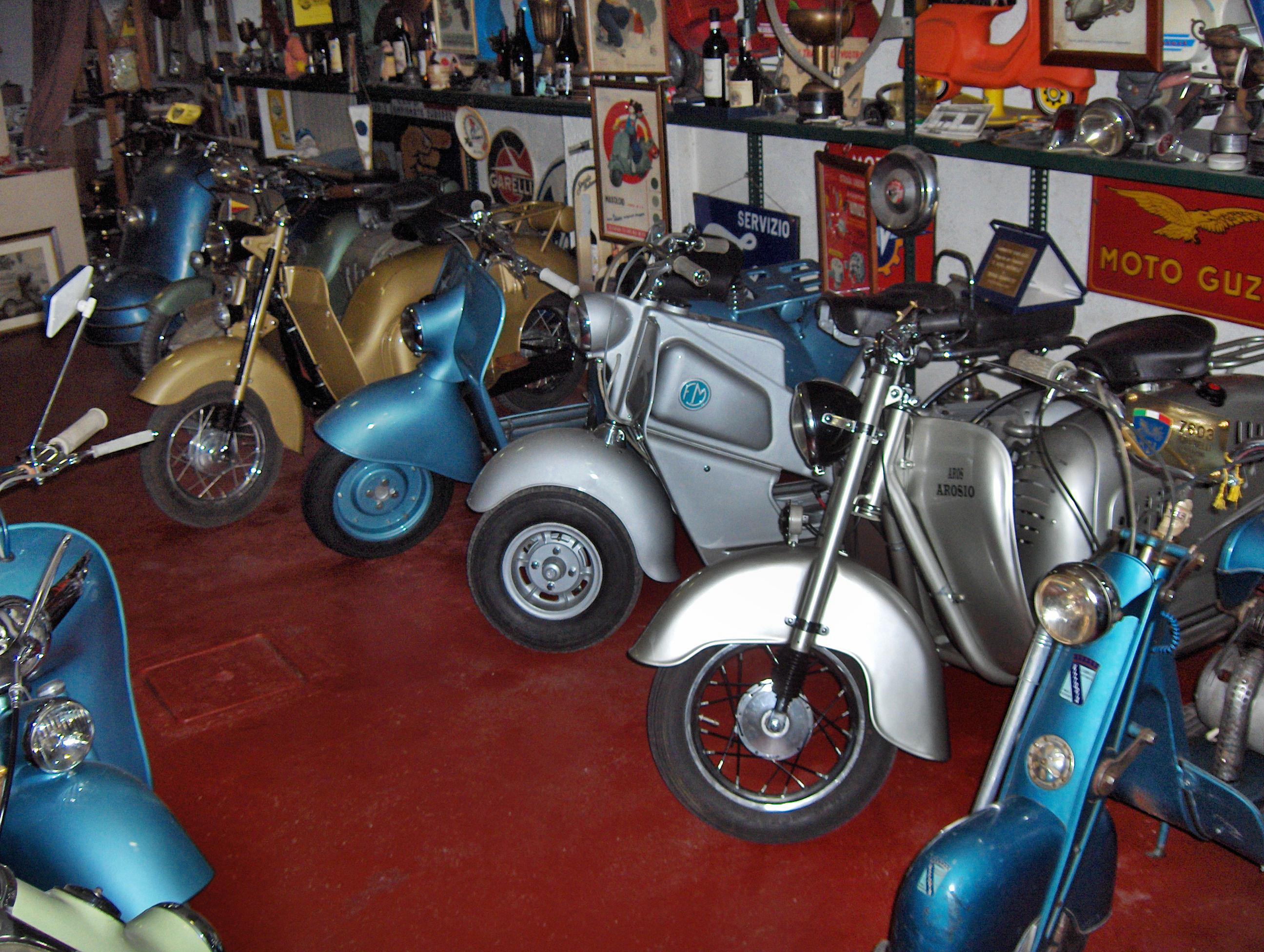
Мотороллеры

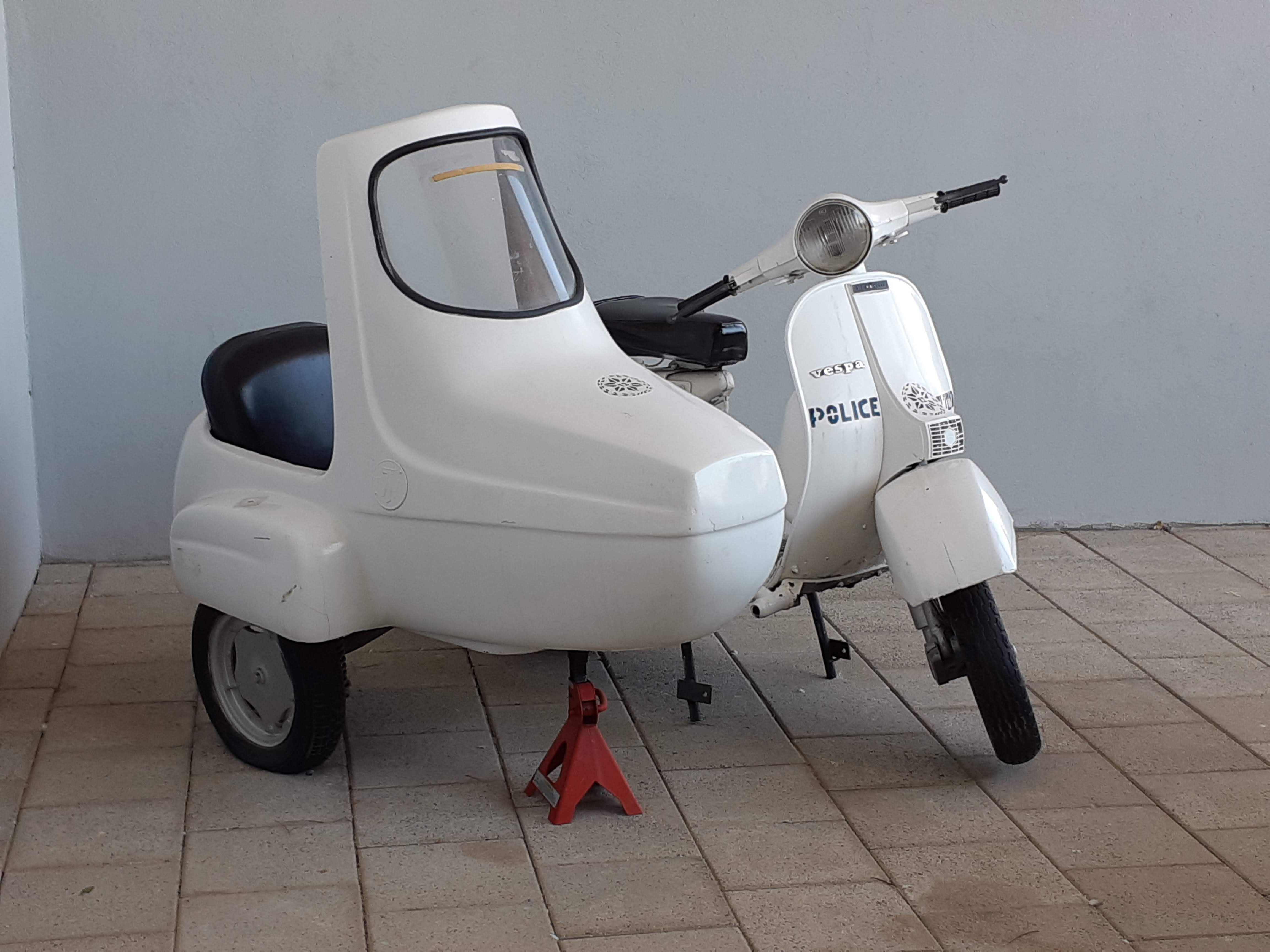
Мотороллер с коляской

Моторо́ллер (от нем. motorroller), или ску́тер (от англ. to scoot — бежать стремглав; удирать, давать дёру) — разновидность мотоцикла, имеющая более удобную посадку за счёт выемки с площадкой для ног, а также панель лобовой облицовки, защищающую седока и детали мотороллера от грязи. Двигатель мотороллера обычно располагается под сиденьем, а колёса имеют малый диаметр в сравнении с другими двухколёсными транспортными средствами.
Скутеры (мотороллеры) обычно имеют объём двигателя до 150 см³. Также существует семейство мощных мотороллеров — макси-скутеры с объёмом двигателя от 150 до 850 см³.

## Основные сведения
У мотороллера все механизмы закрыты панелями, а силовой агрегат построен по схеме блок-мотор-колесо. Панели облицовки также защищают водителя от грязи и набегающего воздуха.
Мотороллер представляет собой мотоцикл простой конструкции. Небольшие колёсные диски, основные элементы закрыты пластиком, он ориентирован на каждодневную езду по городу. Скутеры имеют весь необходимый комплект светотехники, передний дисковый тормоз (на 125—150-кубовых моделях и задний тормоз дисковый) и рассчитаны на передвижение по городу со скоростью 60—90 км/ч (в Евросоюзе производители специально ограничивают максимальную скорость мотороллеров класса 50 см3 до 45 км/ч, в Японии до 30—35 км/ч). Мотороллер стал очень популярным средством передвижения в крупных городах и мегаполисах, перегруженных автотранспортом, благодаря своей экономичности в эксплуатации и маневренности.
Особой популярностью пользуются мотороллеры класса «A» с рабочим объёмом двигателя не более 50 см3, которые согласно российским и белорусским ПДД, приравниваются к мопедам. Водительское удостоверение и регистрация таких мотороллеров (скутеров) в некоторых странах не нужны, и ими можно управлять с 16 лет. В России с 05.05.2014 для управления мопедом необходимо водительское удостоверение категории «М», также право на управление скутером класса «A» даёт водительское удостоверение любой другой категории.

На Украине и в Белоруссии введена обязательная регистрация мотороллеров. Также требуется получить права категории «А» для управления данным транспортным средством.

В Белоруссии для управления мопедом и скутером с объёмом двигателя до 50 см3 необходимо водительское удостоверение категории «АМ», а для мотороллеров с двигателем до 125 см3 — «А1».
Мотороллер (скутер) городского типа предназначен для езды по дорогам с хорошим, качественным покрытием. По ямами, ухабам, плохому покрытию, грунтовым дорогам на мотороллере ездить на большие расстояния проблематично и неудобно из-за маленького диаметра колёс и не предназначенной для этого амортизации, а также распределения центра тяжести. Существуют мотороллеры с большими колёсами для поездок по грунтовым дорогам, а также внедорожные варианты с широкими шинами с глубоким протектором.

## Конструкция

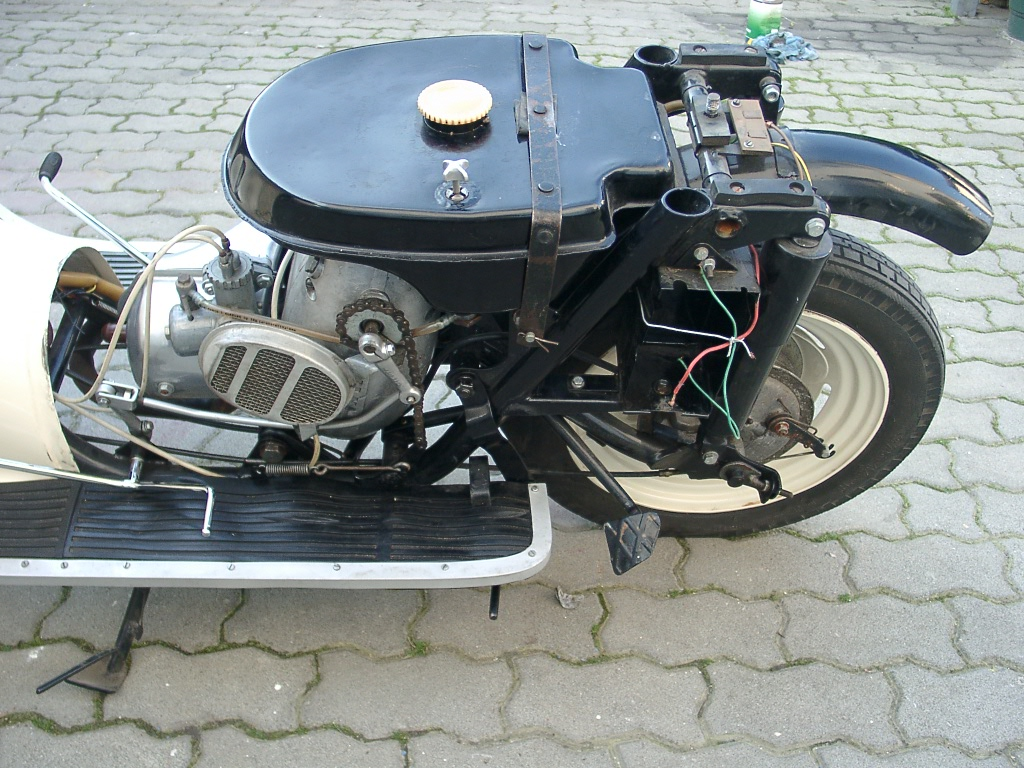
Двигатель мотороллера

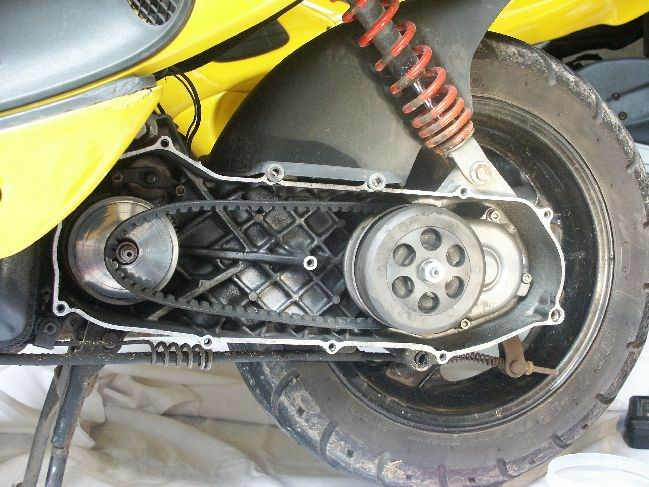
Клиноремённый вариатор

Мотороллеры (скутеры) по конструкции сильно отличаются от малокубатурных мотоциклов тем, что:
- Двигатель вместе с коробкой передач (с конца 1970-х годов — с вариатором) сблокирован с задним колесом и маятником.
- Мотороллер весь закапотирован пластиковой или металлической обшивкой, имеет удобную площадку для ног водителя за передним щитком и бак под сиденьем. Реже бак под площадкой для ног.
- Мотороллер оснащён колёсами меньшего диаметра, чем на мотоциклах — от 20,3 см на некоторых японских 50-кубовых скутерах до 40,6 см на гипермотороллерах.
- Мотороллер максимально приспособлен для повседневной эксплуатации водителем-новичком (важным преимуществом мотороллера при езде в городе, когда требуется часто останавливаться, является то, что в отличие от собственно мотоцикла на большинстве современных мотороллеров стои́т бесступенчатый вариатор, поэтому не нужно переключать передачи).

Мотороллер чаще устроен так, что когда водитель садится на него, ему не нужно перелезать через раму, но есть модели спортивного класса без этого удобства.
Двигатель внутреннего сгорания у мопеда может быть двухтактным или четырёхтактным (карбюраторный или инжекторный). В настоящее время сфера применения двухтактных двигателей и карбюраторных систем подачи топлива сужается из-за ужесточения экологических требований в странах Евросоюза.
При воздушном охлаждении двигателя он обдувается вентилятором, находящимся на оси электрогенератора, поскольку двигатель закрыт облицовками и встречный поток воздуха до него не доходит. Встречаются и двигатели с жидкостным охлаждением.
Первые мотороллеры имели обычную механическую коробку переключения передач и цепную передачу на заднее колесо. Сейчас почти всегда используются бесступенчатый клиноременной вариатор и автоматическое центробежное сцепление. В наиболее дешёвых мотороллерах вместо вариатора в том же (внешне неразличимом) корпусе ставится простая цепная передача, что сильно ухудшает динамику.
Лучше всего тюнингу поддаются мотороллеры с двухтактными двигателями воздушного охлаждения (конструкция такого двигателя более простая, чем четырёхтактных скутерных двигателей). Но такие двигатели имеют меньший ресурс по сравнению с 4-тактными и менее экологичны, хотя непривередливы к качеству топлива и очень просты в обслуживании.

## Разновидности

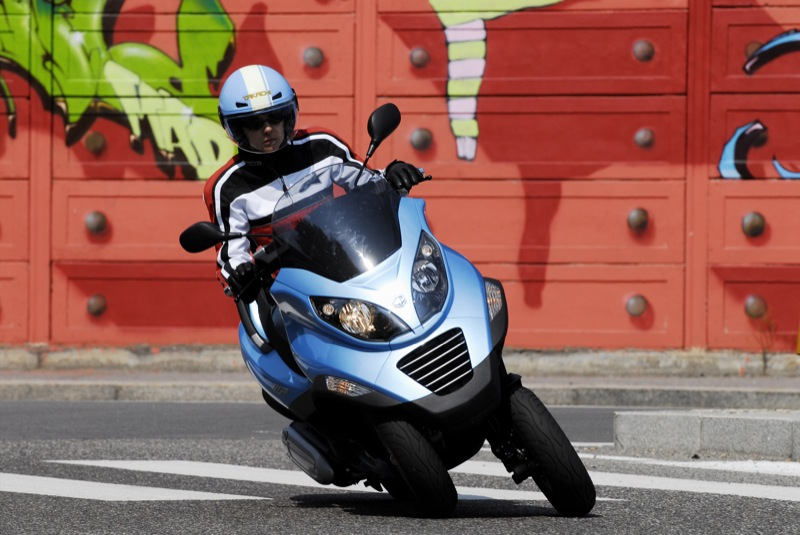
Мотороллер Piaggio MP3 (два передних колеса и одно заднее)

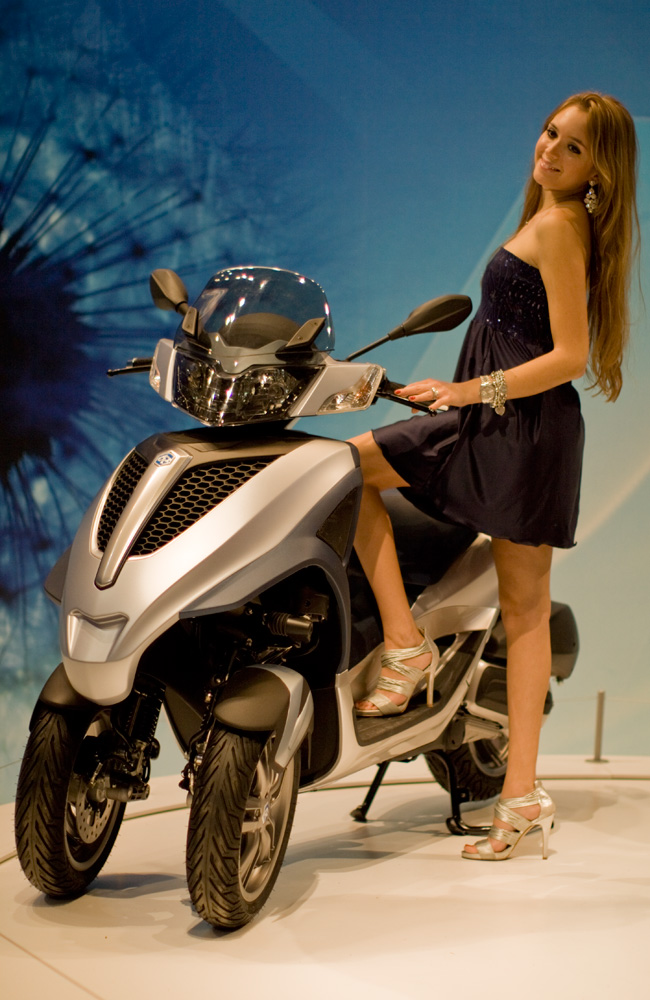
Трёхколёсный скутер Piaggio на выставке EICMA 2010

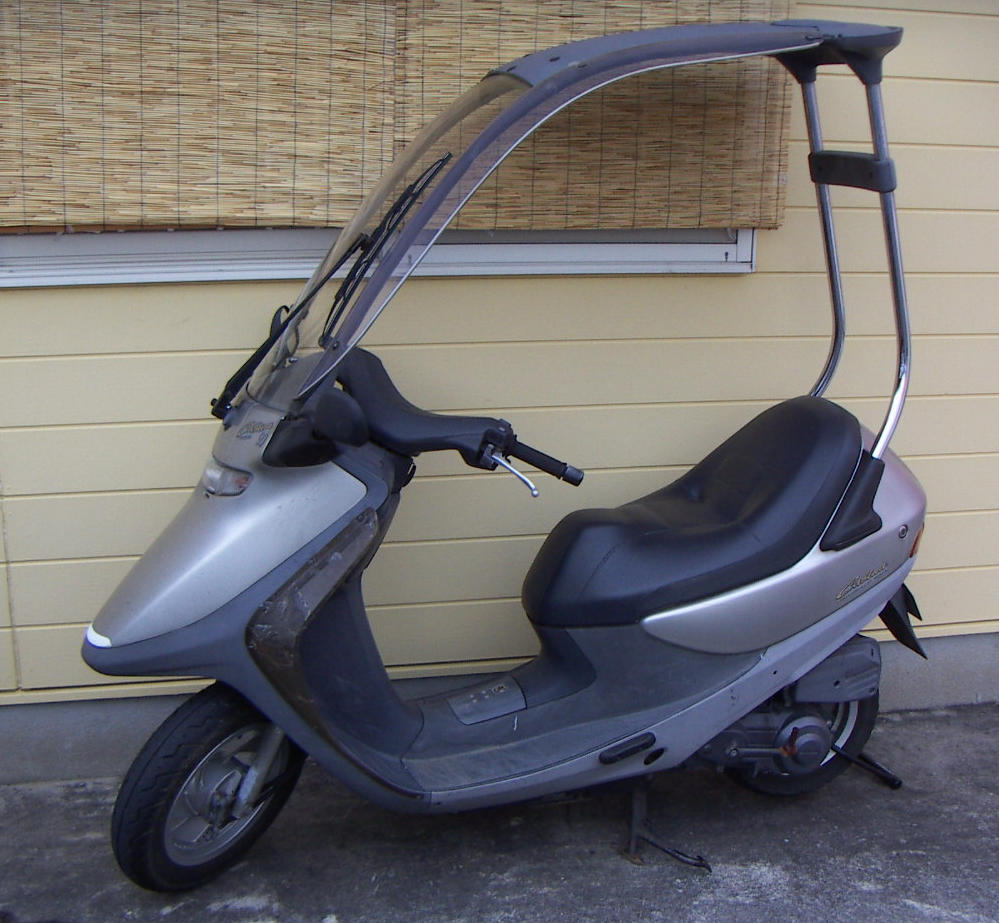
Honda Cabina — мотороллер (скутер) с крышей

Мотороллеры бывают разных типов:
- Городские (компактные с малым диаметром колеса).
- Туристические (большие, комфортные для дальних поездок по хорошим асфальтированным дорогам).
- Спортивные (гоночные).
- Просёлочные (с большими колёсами для грунтовых дорог).
- Внедорожные (с большими колёсами и со внедорожным протектором шин).

Мопед - мотороллер кубатурой до 50 см³, довольно слабы по динамическим и скоростным характеристикам, из-за этого на них довольно опасно передвигаться по дорогам с интенсивным автомобильным движением. В СНГ и России в конструкцию мотороллеров такого класса любители зачастую вносят изменения (пользуясь тем, что доказать непосредственно «на дороге» конструктивные изменения, противоречащие законодательству, затруднительно) — тюнингуют. Ими преследуется цель улучшить скоростные и динамические характеристики мотороллеров. За счёт тюнинга объёма цилиндра двигателя и передаточного числа крутящего момента вариатора и редуктора можно повысить максимальную скорость мотороллера до 80—90 км/ч (иногда и больше). При этом следует отметить, что возможность разгона до такой скорости отнюдь не означает возможности быстрого разгона до такой скорости: двигатель, даже пройдя тюнинг, остаётся прежним. В Белоруссии требуются права категории AM, в России — M, на Украине — A1.
Мотороллер (скутер) — мотороллер кубатурой до 125 см³. Чуть больше мопеда. В России нужны права категории А1 или А. Является наиболее удачным мототранспортом для частой езды по городу, так как при низкой стоимости мощности хватает, чтобы уверенно двигаться по городу, в отличие от мопеда, седло для двоих, чуть бо́льшие колёса, низкий расход топлива. Данный класс является одним из самых старых. До 1990-х годов была механическая коробка передач которая занимала много места, а цилиндр двигателя был сверху и направлен вверх. Так как двигатель прятался под сиденьем это ограничивало максимальную кубатуру.
Мидимотороллер (мидискутер) — мотороллер кубатурой 125—250 см³, является дальнейшим этапом развития скутеров и занимает промежуточное звено между классическими мотороллерами и максимотороллерами.
Максимотороллер (максискутер) — мотороллер кубатурой 250—400 см³, являющийся по сути более комфортной альтернативой мотоцикла. Он создан для максимально комфортной езды по городу и трассе — развитая ветрозащита, удобное двухместное сиденье, мощный и в то же время экономичный двигатель. Конструкция силового агрегата такая же, как и у мотороллеров (мотор-колесо): двигатель с выхлопной системой, сблокированный с вариатором, на котором закреплено заднее колесо с тормозным механизмом. Эта конструкция обуславливает невысокую проходимость максимотороллера вне асфальта.
Гипермотороллер (гиперскутер) — мотороллер кубатурой от 500 см³, который внешне ничем не отличается от максимотороллера, но внутри приближен к мотоциклам. Это самый новый этап развития скутеров. Первые гиперскутера появились в 2000-х годах. Отличия от других скутеров находятся под пластиком — двигатель и вариатор гипермотороллера жёстко закреплены на раме как на мотоцикле, а привод заднего колеса осуществляется цепью, находящейся внутри маятника в масляной ванне или открытой цепью или открытым ремнём как на мотоциклах или вариатором на заднем колесе. Такая конструкция помогает снизить неподресоренную массу и тем самым установить более мощный и более тяжёлый двигатель в котором цилиндров больше чем один. Также это улучшает развесовку, подвеску что улучшает управляемость. Среди всей мототехники, гиперскутера являясь полноценной мототехникой, обладают идеальным балансом и самым низким центром тяжести. Это достигается за счёт горизонтального расположения цилиндров, которое возможно благодаря компактности вариатора.
Гиперскутеры способны ускоряться до 200 км/ч и более и предназначены для длительных путешествий, для чего у них есть большая подседельная ёмкость, удобные места водителя и пассажира и возможность крепления кофров. Так как нету лапки переключения передач и лапки тормоза, расположение ног самое удобное среди всей мототехники, приближая к автомобильному комфорту. На сегодняшний день, гиперскутеры технически самые развитые среди всей дорожной мототехники.
Другие
- Существуют также мотороллеры с электроприводом (см. электроскутер).[источник не указан 881 день]
- Есть грузовые модели мотороллеров, использующиеся для развозки, где сзади стоит широкое колесо или два колеса, есть мотороллеры с кабиной.[источник не указан 881 день]
- Мотороллеры с тремя колёсами, два из которых спереди, позволяют ездить более уверенно по скользкой или мокрой дороге. Также благодаря двум колёсам спереди тормозной путь меньше. Часто имеют блокировку механизма наклона передних колёс, которая позволяет ездить с очень малой скоростью или даже стоять на месте, не поддерживая мотороллер ногами.[источник не указан 881 день]

### Скутеретта
Скутеретта — переходное звено между мотороллерами и мотоциклами. Это мотороллер на больших колёсах (диаметром 43,2 см), двигатель которого вместе с коробкой передач закреплён в раме, а передача крутящего момента на колесо происходит цепью в кожухе. В то же время автоматическое сцепление облегчает управление им для новичков. Скутеретты, как правило, закапотированы пластиком со всех сторон.
Скутеретта отличается развитыми щитками, большим диаметром колёс (например, 43,2 см), а также тем, что двигатель установлен под ногами водителя, а не под седлом, как у обычного мотороллера. Переключение передач во многих случаях осуществляется по мотоциклетному типу, а вот сцепление — автоматическое. Фактически скутеретта представляет собой капотированный вариант мопеда (мокика) и занимает рыночную нишу между мотороллером и обычным мотоциклом или мопедом (мокиком). Скутеретты наиболее популярны в странах Азии. Наиболее распространённой в мире скутереттой стала Honda Super Cub, производящаяся с 1958 года фактически в неизменном виде. Ей предшествовали некоторые европейские модели (например, марки Jawa).

### Грузовые мотороллеры

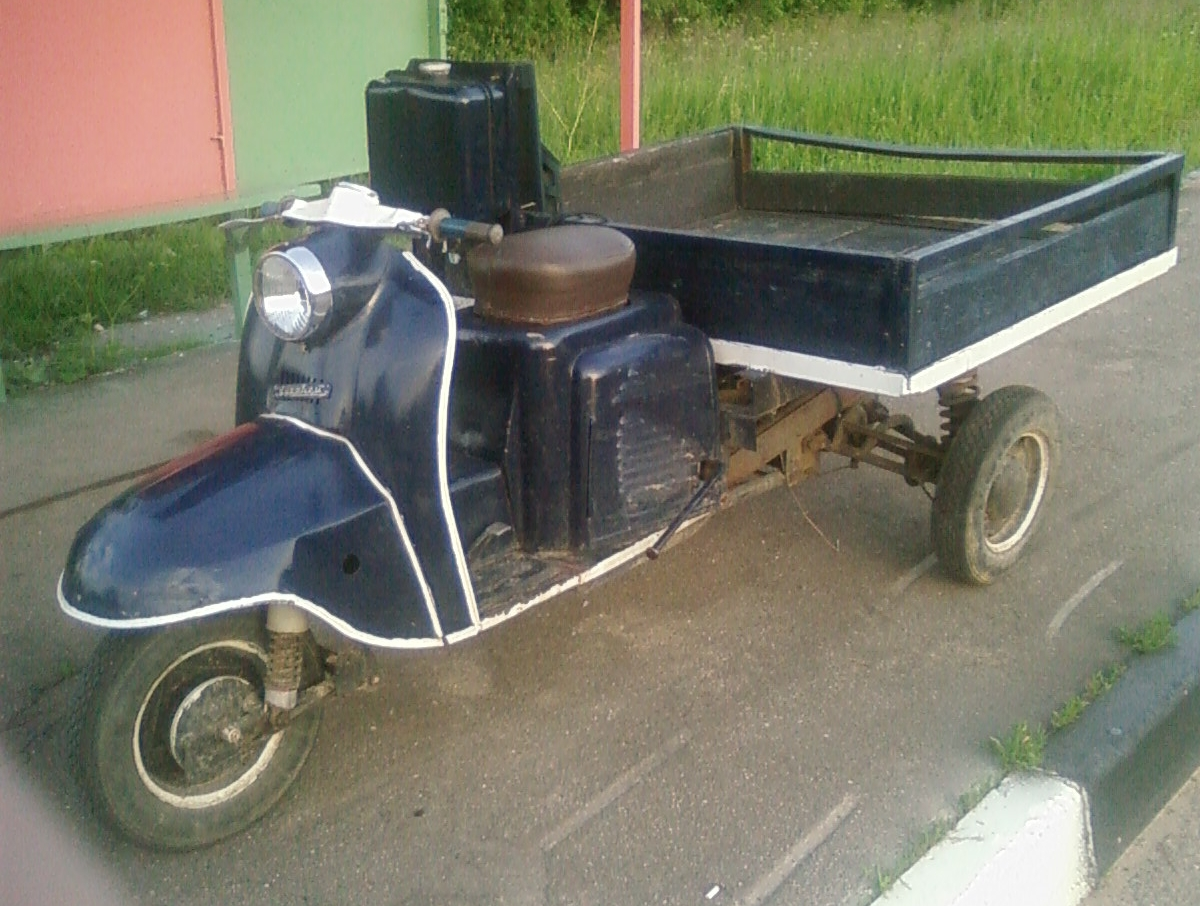
Грузовой мотороллер «Муравей»

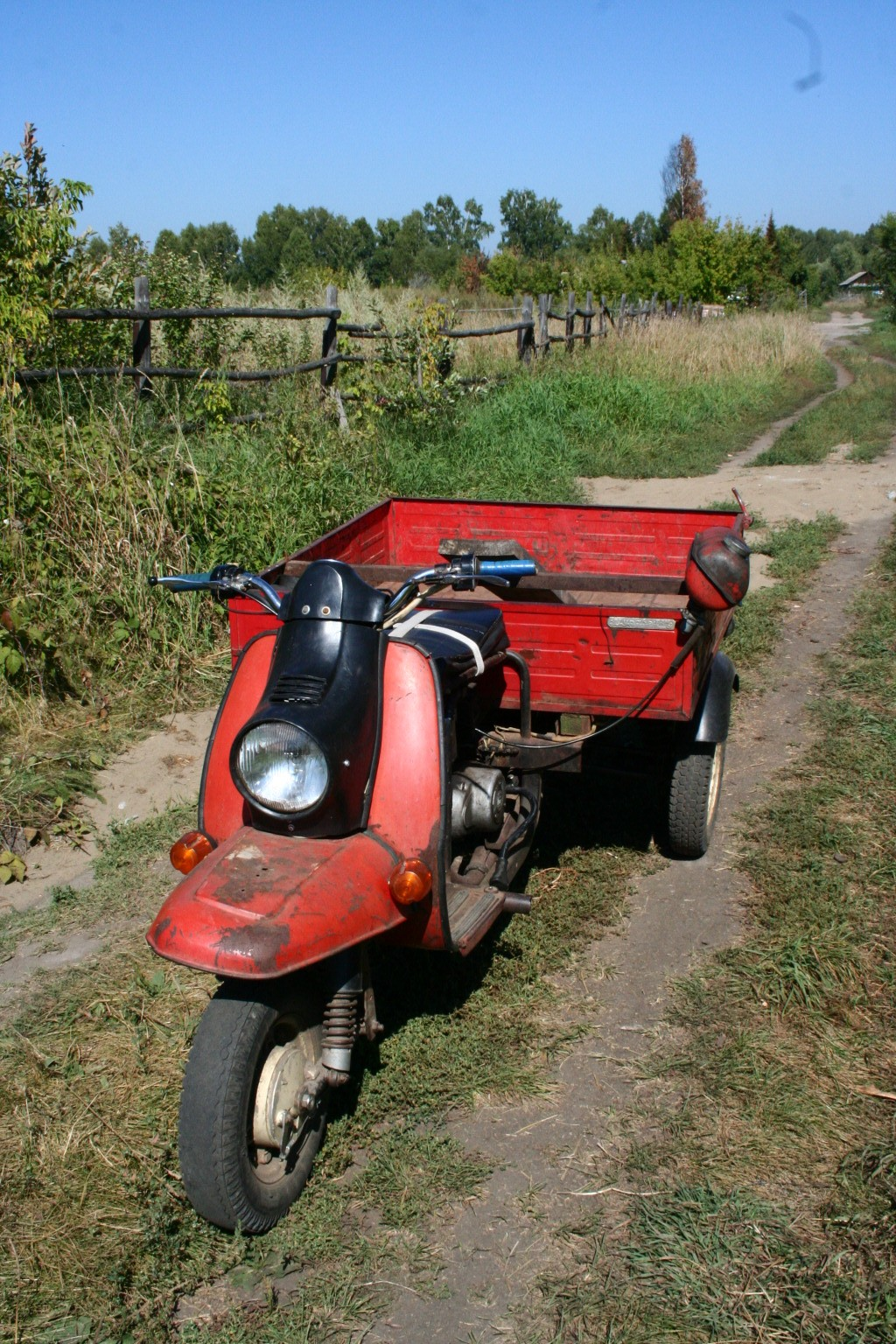
Грузовой мотороллер «Муравей»

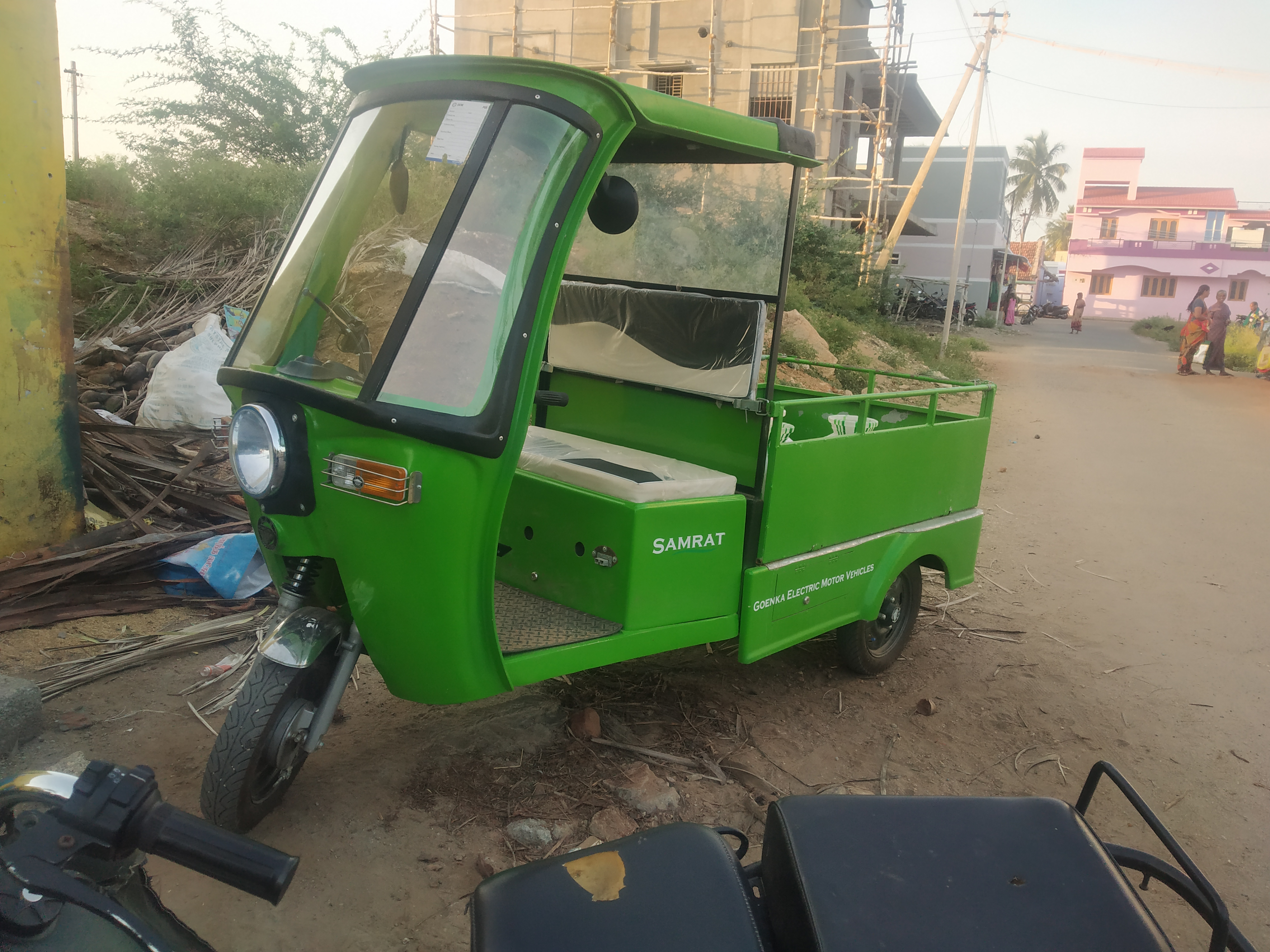
трёхколёсный грузовой мотороллер с крышей

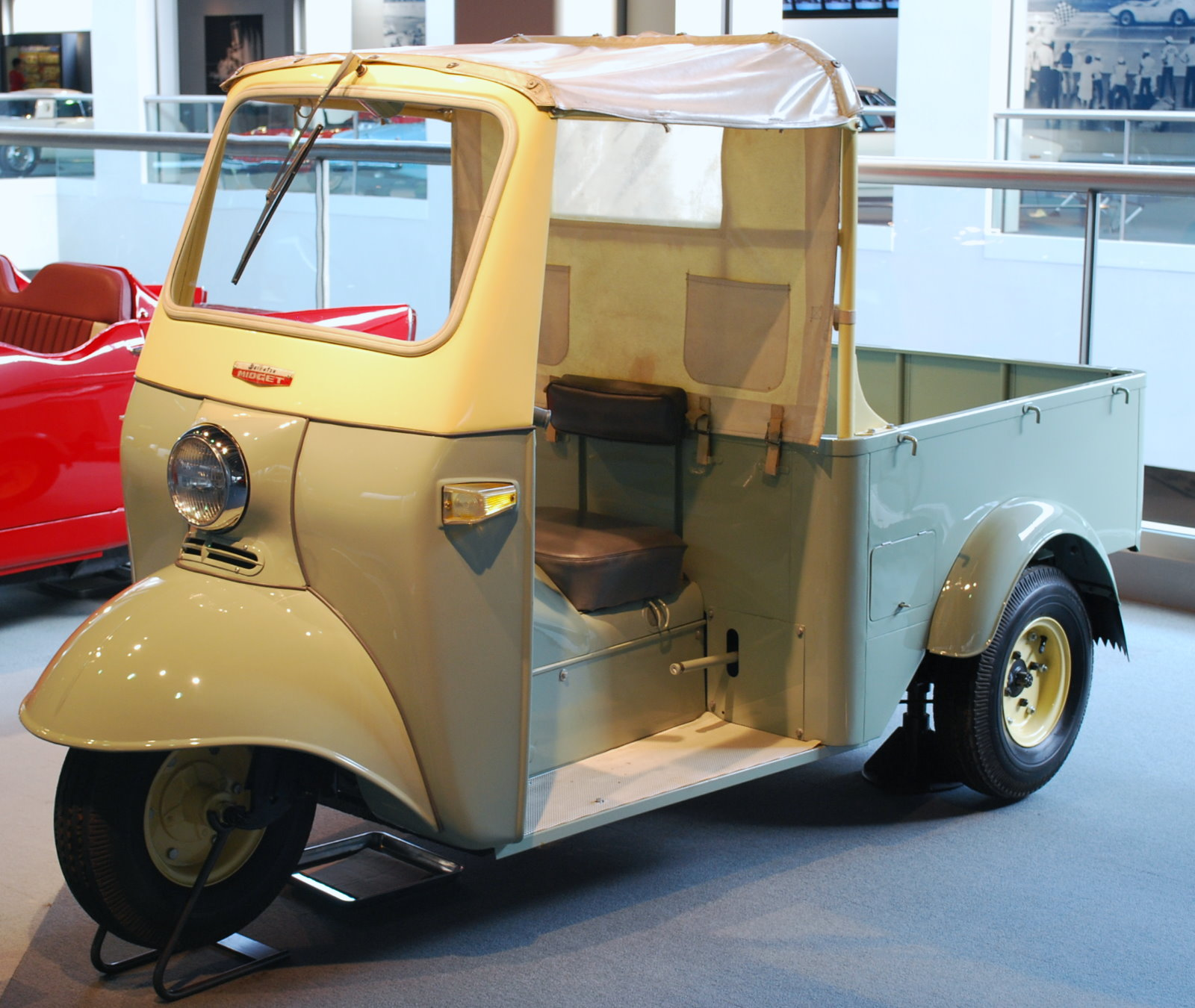
Daihatsu Midget 1957

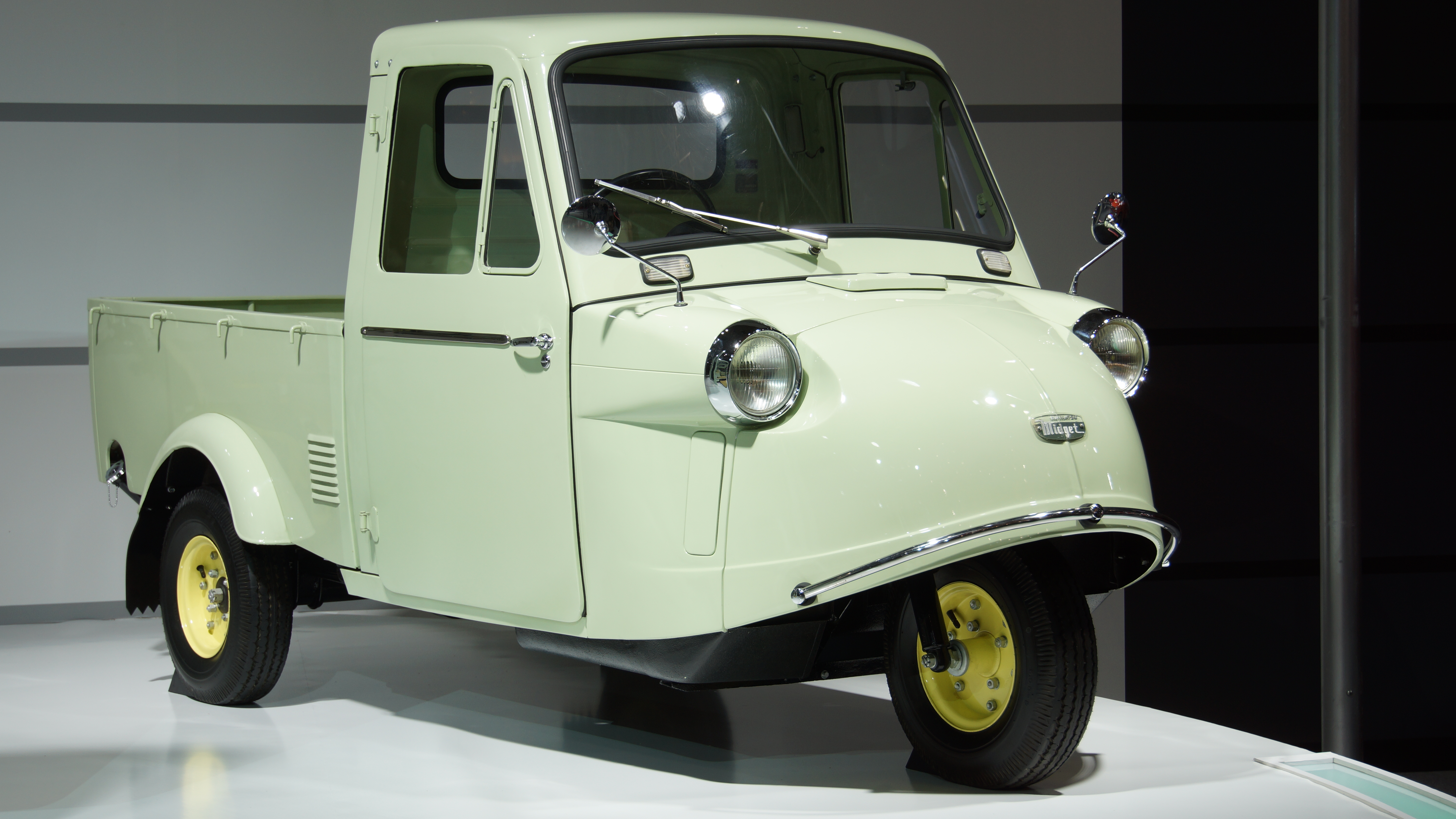
мотороллер закрытого типа «Daihatsu Midget»

Типичный грузовой мотороллер оснащается бортовым кузовом с возможностью установки тента. Их грузоподъёмность обычно не превышает 300 кг, но у новых моделей может достигать и 700 кг. Расход топливной смеси из масла и бензина (или только бензина для моделей с четырёхтактными двигателями) колеблется от 3 л на 100 км у современных моделей, до 7,5 л у моделей, подобных советскому «Муравью». Ряд индийских моделей оснащается и микролитражными дизелями с расходом до 2-2,5 л на 100 км.
В начале 1960-х годов грузовые мотороллеры «Вятка» и «Тула» широко использовались в СССР для развозки мороженого, хлеба, молока и других продуктов, а также как внутризаводской транспорт. При строительстве завода «КАМАЗ» эти мотороллеры, развозили по крышам цехов рубероид и другие стройматериалы, так были лёгкими и манёвренными по сравнению с электрокарами.
В регионах Индостана грузовые мотороллеры получили самое широкое распространение в качестве развозных грузовичков (пикапов), будучи максимально унифицированы с таким популярным видом коммерческого пассажирского транспорта как рикши и находясь в нише между грузовыми велосипедами и велорикшами и обычными четырёхколёсными пикапами и такси. Их популярности прежде всего способствует низкая цена и минимальные налоги, относительная экономичность и манёвренность, что принципиально важно в таких перегруженных городах-миллионниках как Дели, Мумбаи, Калькутта, Бангкок и тому подобных.
В СССР грузовые мотороллеры типа «Муравей» были популярны ввиду дешевизны и некоторой трудности свободной покупки легковых автомобилей, и, тем более, пикапов и фургонов Иж-2715, внедорожников УАЗ-469 (УАЗ-3151), поэтому с началом массовой автомобилизации в СНГ в 1990-х годах они быстро исчезли не только из городов, но и из сельской местности, будучи вытесненными не только автомобилями, но и многоцелевыми мотоблоками с прицепами и минитракторами. Вследствие этого, в 1999 году Туламашзавод прекратил производство грузовых мотороллеров «Муравей», перейдя на выпуск сельскохозяйственной минитехники, а некоторый остающийся на рынке спрос на подобную технику удовлетворяется за счёт импорта из Китая.

### Мотороллеры с коляской

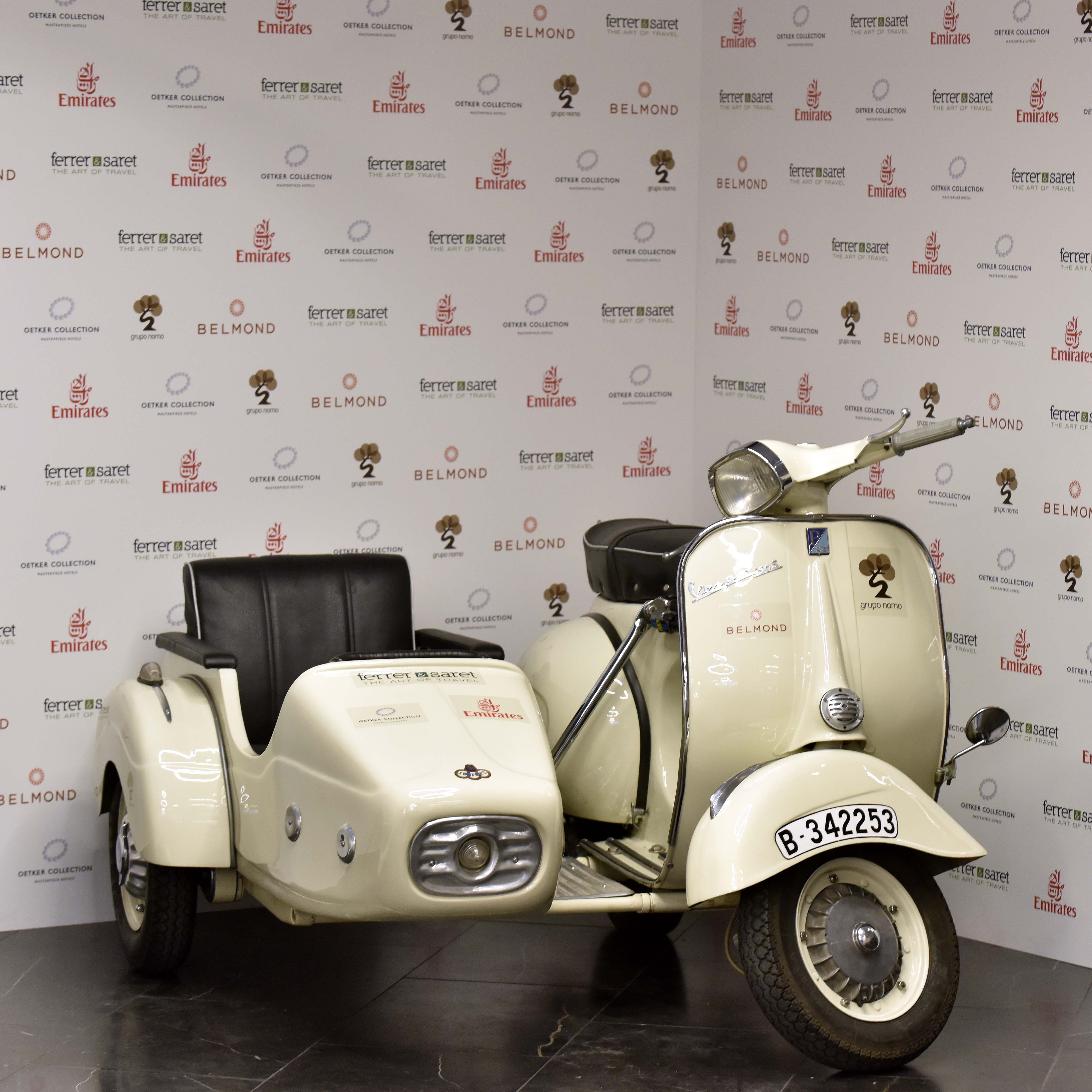
мотороллер с коляской

Мотороллер с коляской похож на мотоцикл с коляской.

## Скутер для пожилых людей и инвалидов

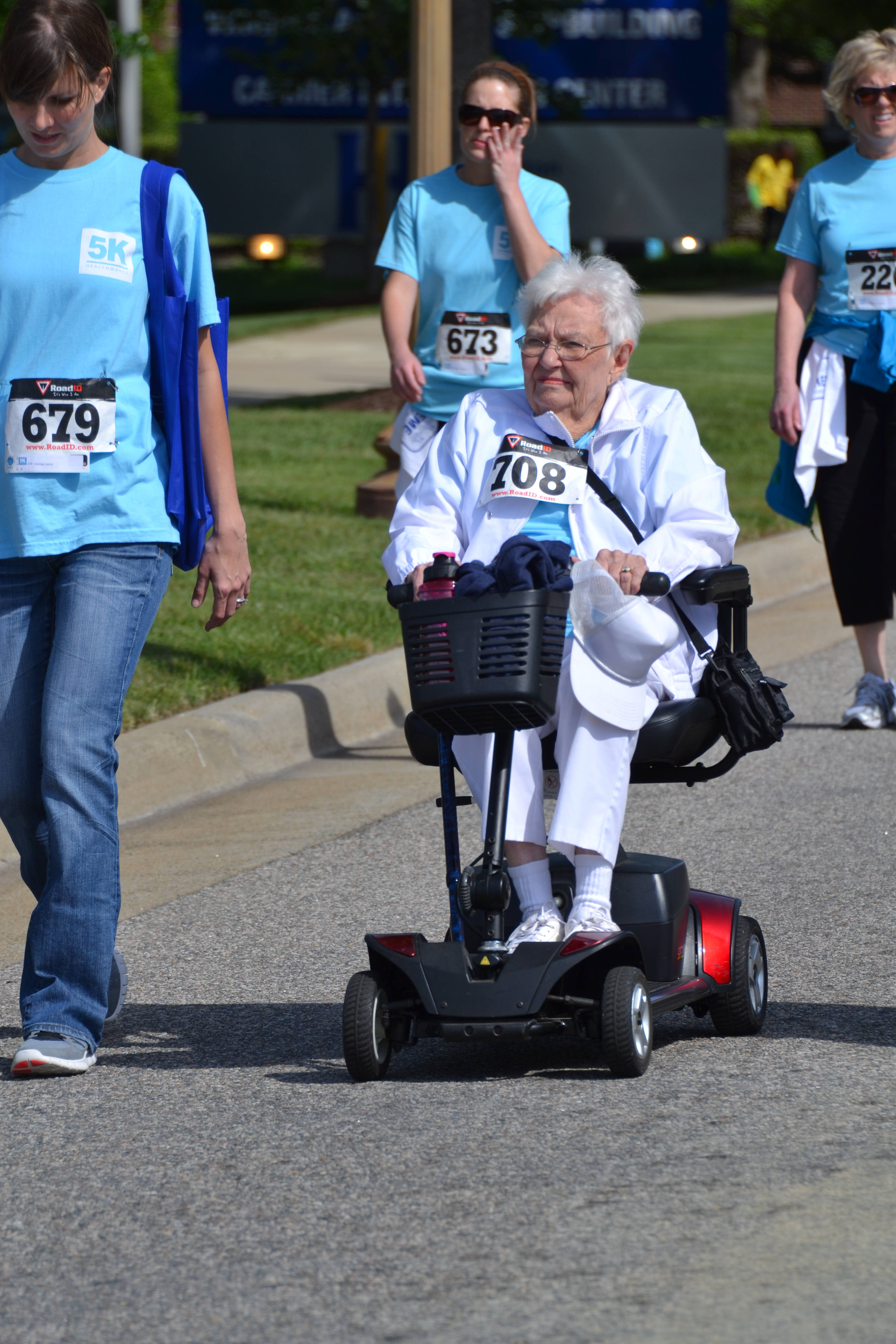
Скутер для пожилых людей и инвалидов

Имеет обычно кресло с подлокотниками для удобства инвалидов или пожилых людей и ремнями безопасности, сзади может крепиться прицеп для груза, спереди корзина. Скорость скутера ограничена, во многих странах не нужны права для управления. Часто имеет 3 или 4 колеса для устойчивости.

## История

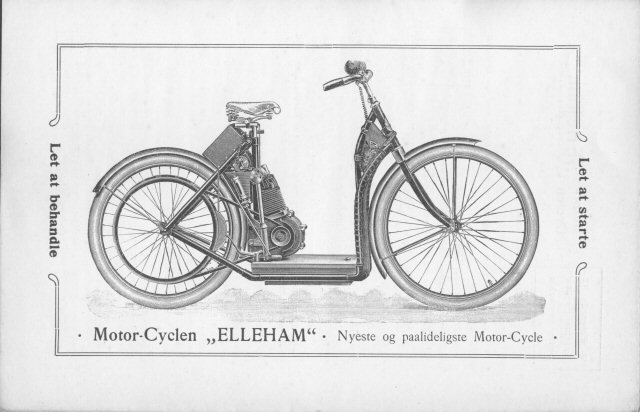
прообраз мотороллера — датский мотоцикл
«Elleham» 1905 года

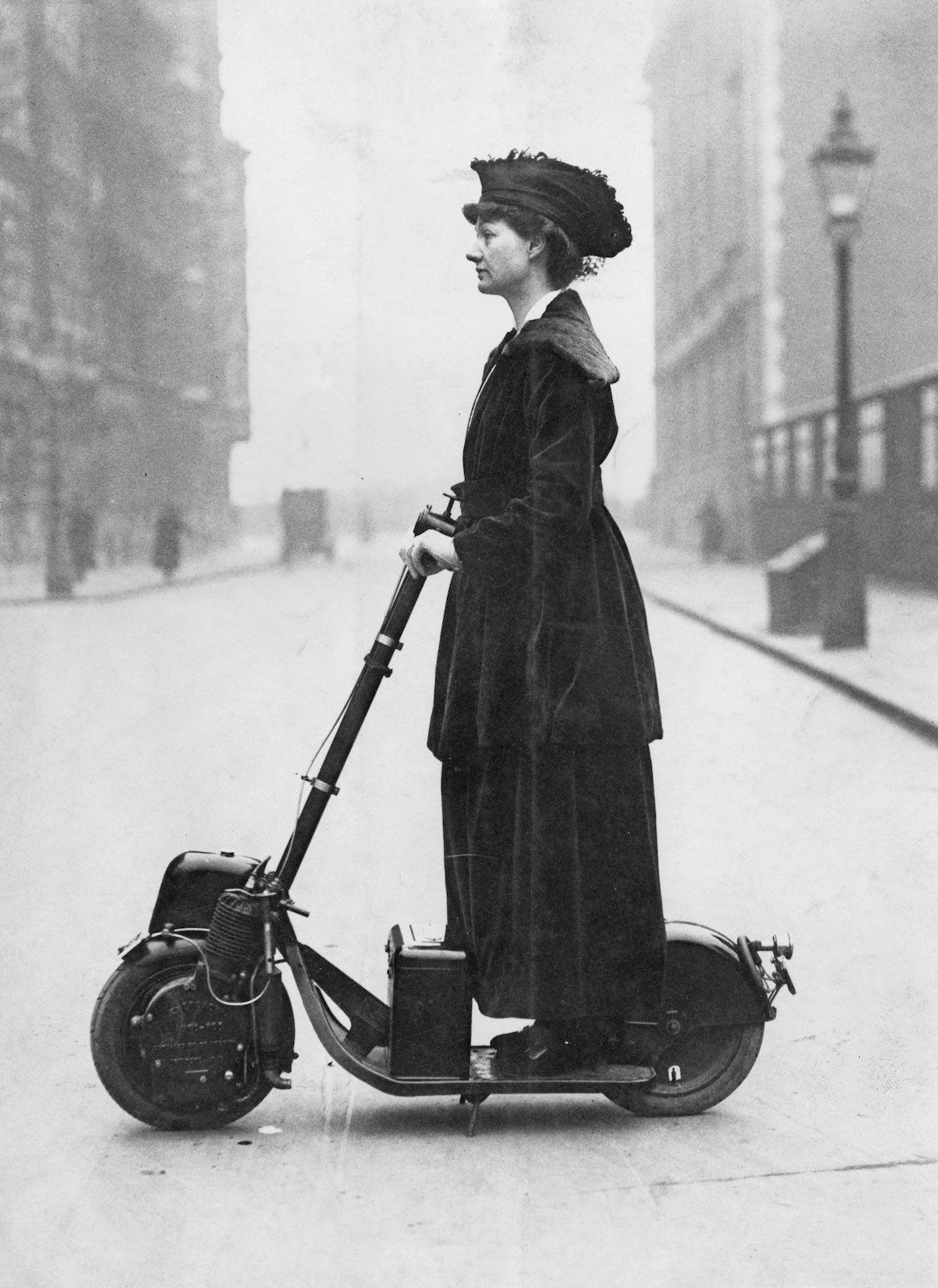
Флоренс Норман на автопеде (мотосамокат). 1919 год. Автопеды производились 6 лет: с 1915 года по 1921 год

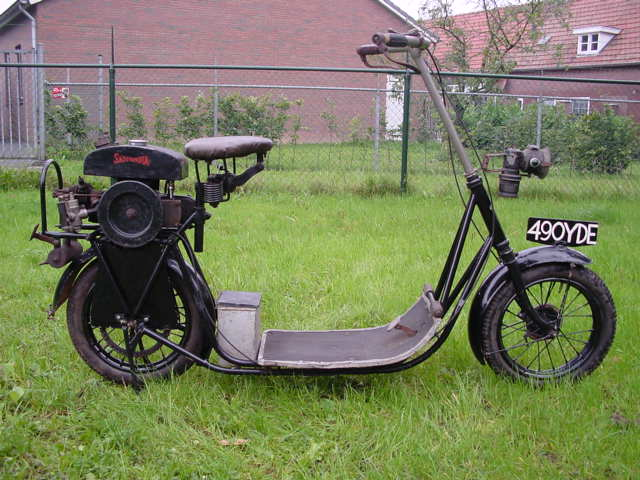
мотосамокат 1920-х годов с сиденьем, предок мотороллера, в английском языке слово «скутер» (to scoot — убегать) может означать самокат, а может и мотороллер («мотоскутер»), мотосамокаты эволюционировали в мотороллеры

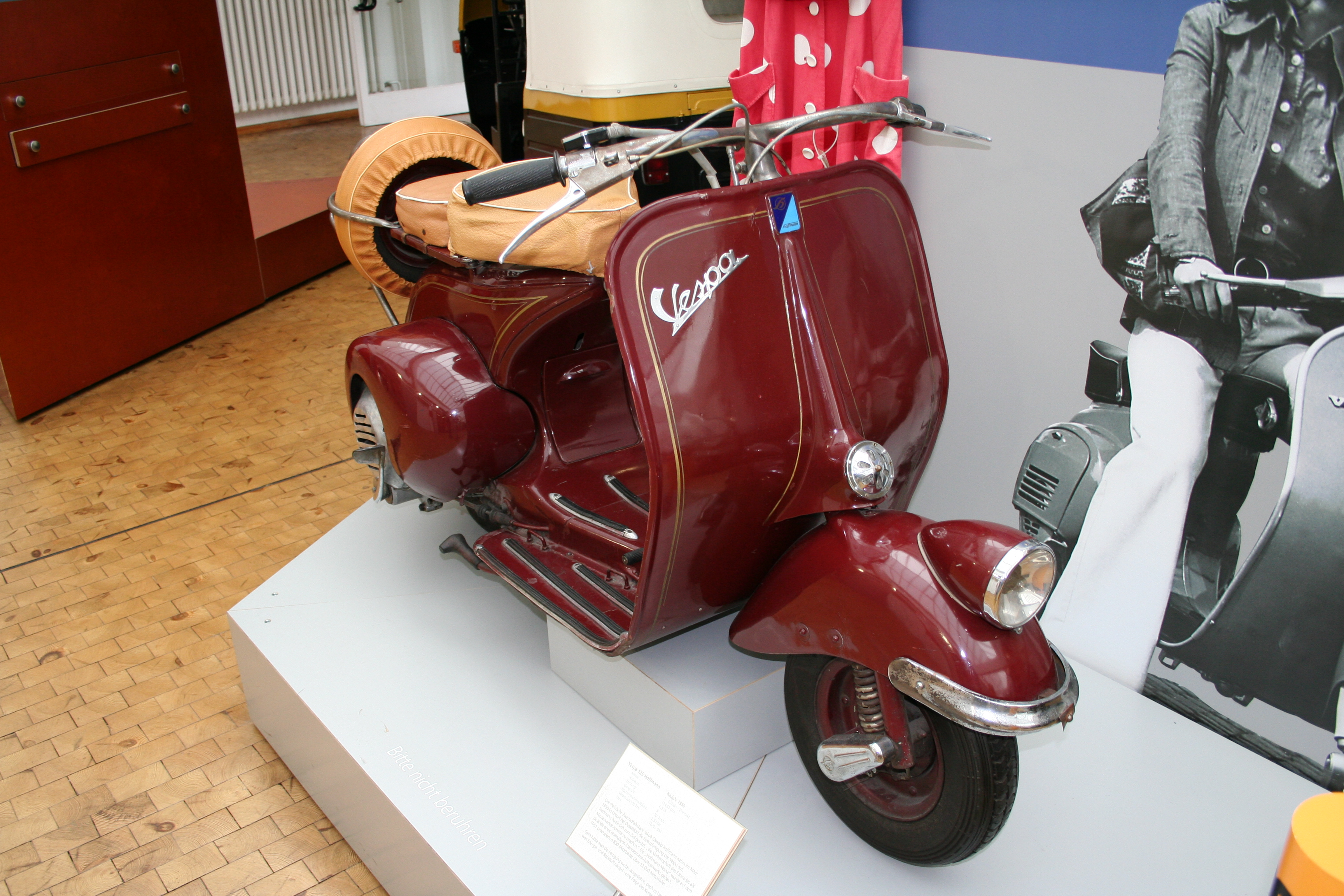
Скутер Vespa 125 в Немецком технологическом музее в Берлине

Мотоскутер (скутер — самокат) (по-русски этот класс транспортного средства называется «мотороллер») появился как недорогой способ перемещения по городу в послевоенной Италии, где компания «Piaggio» выпустила первый свой скутер «Vespa».

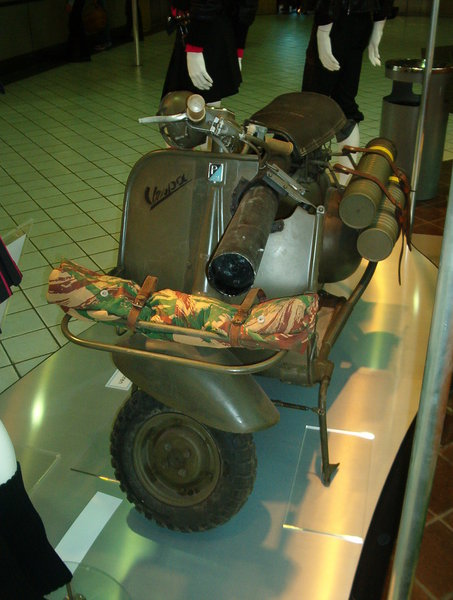
Мотороллер «Веспа» (Vespa 150 TAP) с безоткатным орудием

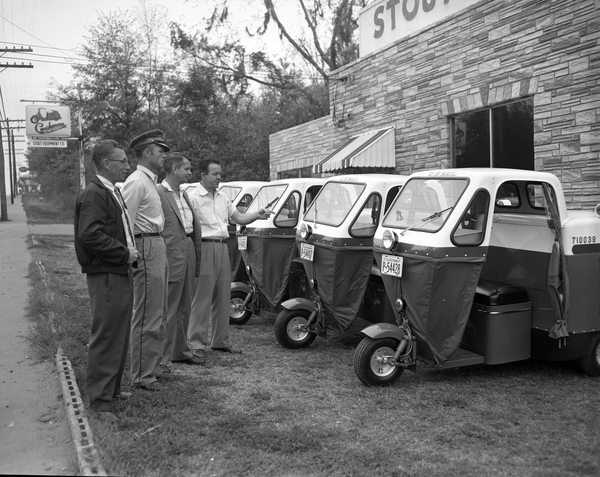
мотороллеры с крышей и дворниками 1957 год, США, Флорида

В 1960-х годах были выпущены первые скутеры с двигателем объёмом 50 см³, не требующие водительских «прав» и регистрации для езды. С тех пор скутеры стали популярным транспортом у молодёжи.
Сегодня существуют четыре основных типа скутеров: помимо собственно скутеров, есть максискутеры, гиперскутеры и скутеретты.
Грузовые трёхколёсные мотороллеры появились в 1950-х годах в Италии. Их родоначальником стала модель «Piaggio Ape». С 1970-х годов они распространились, преимущественно в Индии (по лицензии «Piaggio» их с конца 1960-х начала выпускать индийская фирма «Bajaj» («Баджадж»)), и примыкающих к ней восточно-азиатских странах. В этих регионах грузовые мотороллеры получили самое широкое распространение в качестве развозных грузовичков (пикапов), будучи максимально унифицированы с таким популярным видом коммерческого пассажирского транспорта как рикши и находясь в нише между грузовыми велосипедами и велорикшами, и обычными четырёхколёсными пикапами и такси. Их популярности прежде всего способствует низкая цена и минимальные налоги, относительная экономичность и манёвренность, что принципиально важно в таких перегруженных городах-миллионниках как Дели, Мумбаи, Калькутта, Бангкок и так далее.
После 1974 года грузовые трёхколёсные мотороллеры с кабинами были вытеснены из Японии, но начали процветать в Китае, где и поныне существуют даже в виде тяжёлых трёхколёсных грузовиков грузоподъёмностью до 8 тонн. Однако, в последние годы власти Индии начали борьбу с «трёхколёсниками» (трайками), ввиду низкой экологичности их двухтактных двигателей и повышенной аварийности из-за конструктивной неустойчивости, присущей трёхколёсной схеме. Поэтому в последние годы крупнейшие индийские производители грузовых трёхколёсных мотороллеров активно начали внедрять на рынок четырёхколёсные модели пикапов и «авторикш» с микролитражными, но экологически более чистыми четырёхтактными моторами. В силу исторической преемственности и особенностей законодательства некоторой популярностью такие «трёхколёски» («Piaggio Ape») продолжают пользоваться и в стране-родоначальнице Италии.

## Мотороллеры разных стран
Японские мотороллеры считаются наиболее надёжными, итальянские — наиболее динамичными, китайские — самыми дешёвыми. В Советском Союзе мотороллеры производили Вятско-Полянский машиностроительный завод «Молот» и Тульский машиностроительный завод.

#### Японские мотороллеры
Японские производители мотороллеров представлены фирмами «Honda», «Suzuki», «Yamaha» и отличаются, как правило, малым весом, более форсированным двигателем, усиленной рамной конструкцией и пластиковыми облицовками из очень качественного пластика. Мотороллеры «Kawasaki», появившиеся недавно в продаже на европейском рынке, на самом деле представляют собой продукцию тайваньской компании «SYM», продающейся, к тому же, по сильно завышенной цене. Для оригинальных современных японских мотороллеров характерны высокое качество изготовления и относительно большой ресурс (наиболее надёжными считаются мотороллеры фирмы «Honda», а наиболее динамичными — «Yamaha»). В России также широко представлены относительно старые японские мотороллеры, завезённые из Японии через Приморье и Украину.

#### Европейские мотороллеры
В Европе мотороллеры производят «Piaggio», «Gilera», «Peugeot», «Renault», «Derbi», «Aprilia», «Malaguti», «Benelli», «BMW», «Beta», «Italjet» и др. Для мотороллеров старой европейской школы характерны конструкция с несущим кузовом из металла, позже рамные конструкции, но всё же с металлическими облицовками, что сказывается на весе. Родоначальником европейской школы конструирования мотороллеров стала «Vespa». Через год с ней стала соперничать «Lambretta» (среди звёздных поклонников «Ламбретты» числятся Кэмерон Диас, Дэвид Рокфеллер, Клаудия Шиффер, Пол Ньюман и другие), что вылилось в затяжное противостояние двух марок. Различают[кто?] итальянскую и германскую конструкторские школы.
Итальянской присуща лёгкость, сравнительно малый объём двигателя, узлы, созданные специально для этих мотороллеров.
Германскую школу отличают основательность конструкции, больший вес, больший комфорт для пилота, больший, опять же, объём двигателя, более высокие технические характеристики и широкое применение мотоциклетных узлов.
Современные европейские мотороллеры малоотличимы от японских, за исключением более изощрённой конструкции (жидкостное (чаще всего водяное) охлаждение, консольная подвеска переднего колеса и другое) и общей массивности.

#### Китайские мотороллеры
Мотороллеры производятся огромным количеством китайских предприятий, представляя собой местную переработку относительно старых японских моделей, а также новые решения на их базе. Примечательным является преобладание на них четырёхтактных двигателей (однако, встречаются и двухтактные), сходных по конструкции у большинства производителей, а также сильно разнящееся качество сборки и комплектующих у разных марок, производящих внешне одинаковые модели.
В китайских мотороллерах используется более хрупкий пластик и менее долговечные по сравнению с японскими моторы. При неаккуратной эксплуатации у китайских мотороллеров возникают мелкие поломки, доставляющие хозяину массу неприятностей. Тем не менее, при надлежащей эксплуатации китайские мотороллеры могут служить владельцу достаточно долго. Стоимость ремонта, по сравнению с японскими моделями, относительно невелика, однако качество ремкомплектов иногда оставляет желать лучшего.
Известны некоторые довольно удачные решения китайского мотопрома — это переработка знаменитых мотороллеров «Honda» Cub (он же популярен в линейке скутеретт) и «Honda CD70» (более известный как «Альфа»); завод-производитель «Chongqing Wonjan motorcycle» («Чунцин Вонцзянь»). Заявляемый ресурс двигателя до первого капитального ремонта равен 20-30 тыс. километрам.

#### Советские мотороллеры
- «Вятка»,
- «Электрон»,
- «Тула»,
- «Тулица»,
- «Тулица 02М» (с грузовым модулем),
- «Турист»,
- «Муравей» (грузовой).

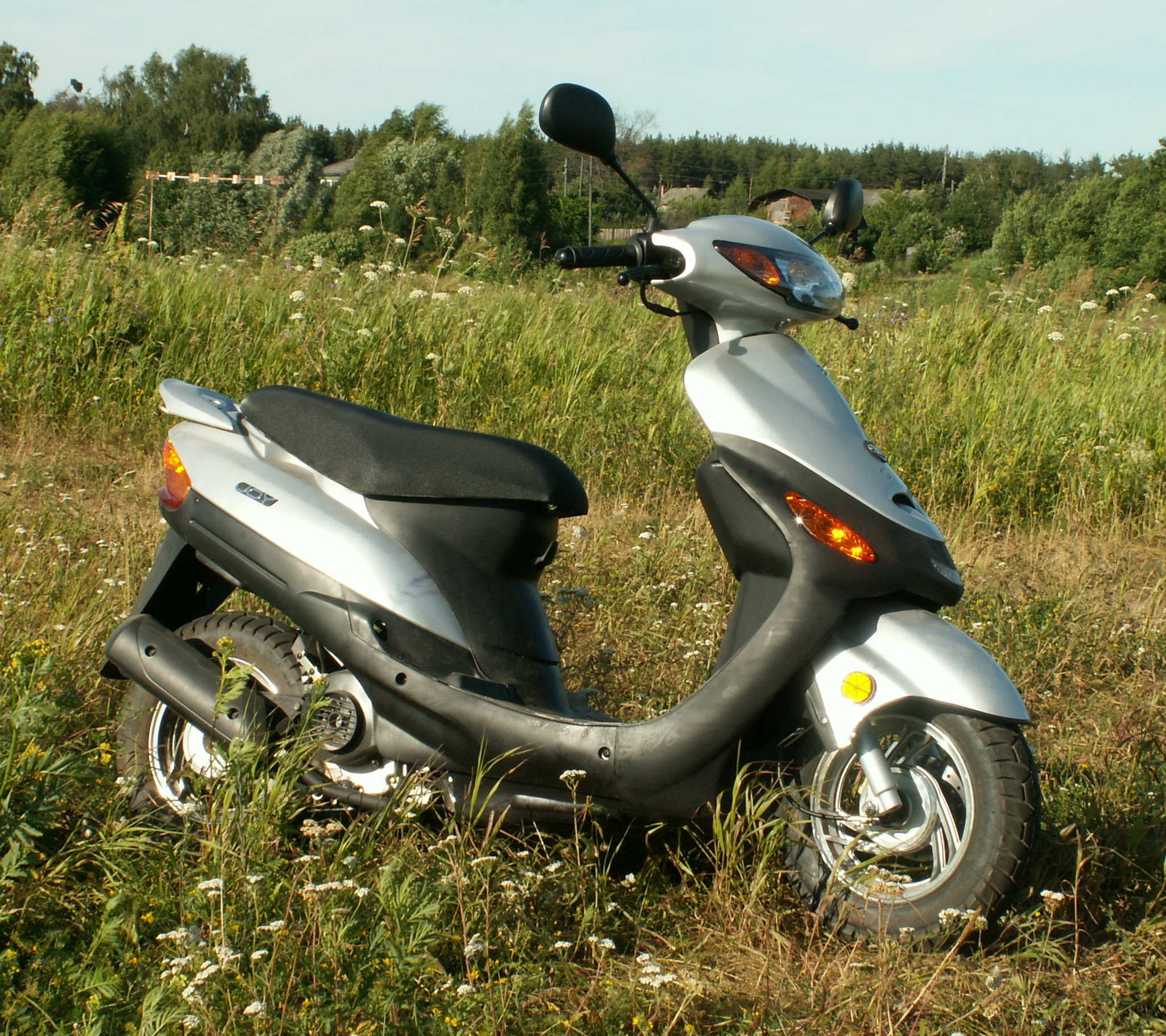
Скутер «Балтмоторс Joy-R».
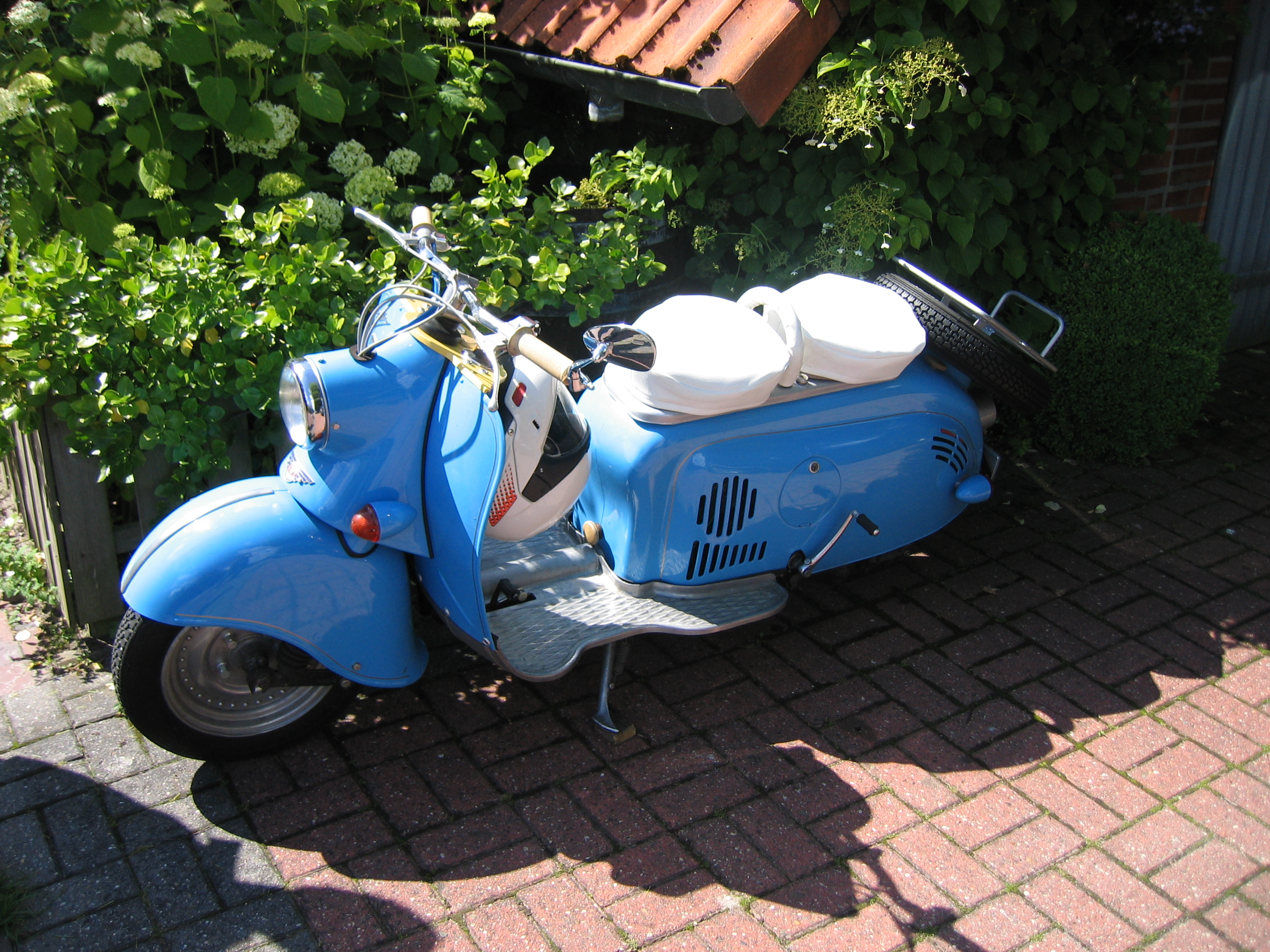
Мотороллер марки «Берлин» производства ГДР (1959–1962 гг.).
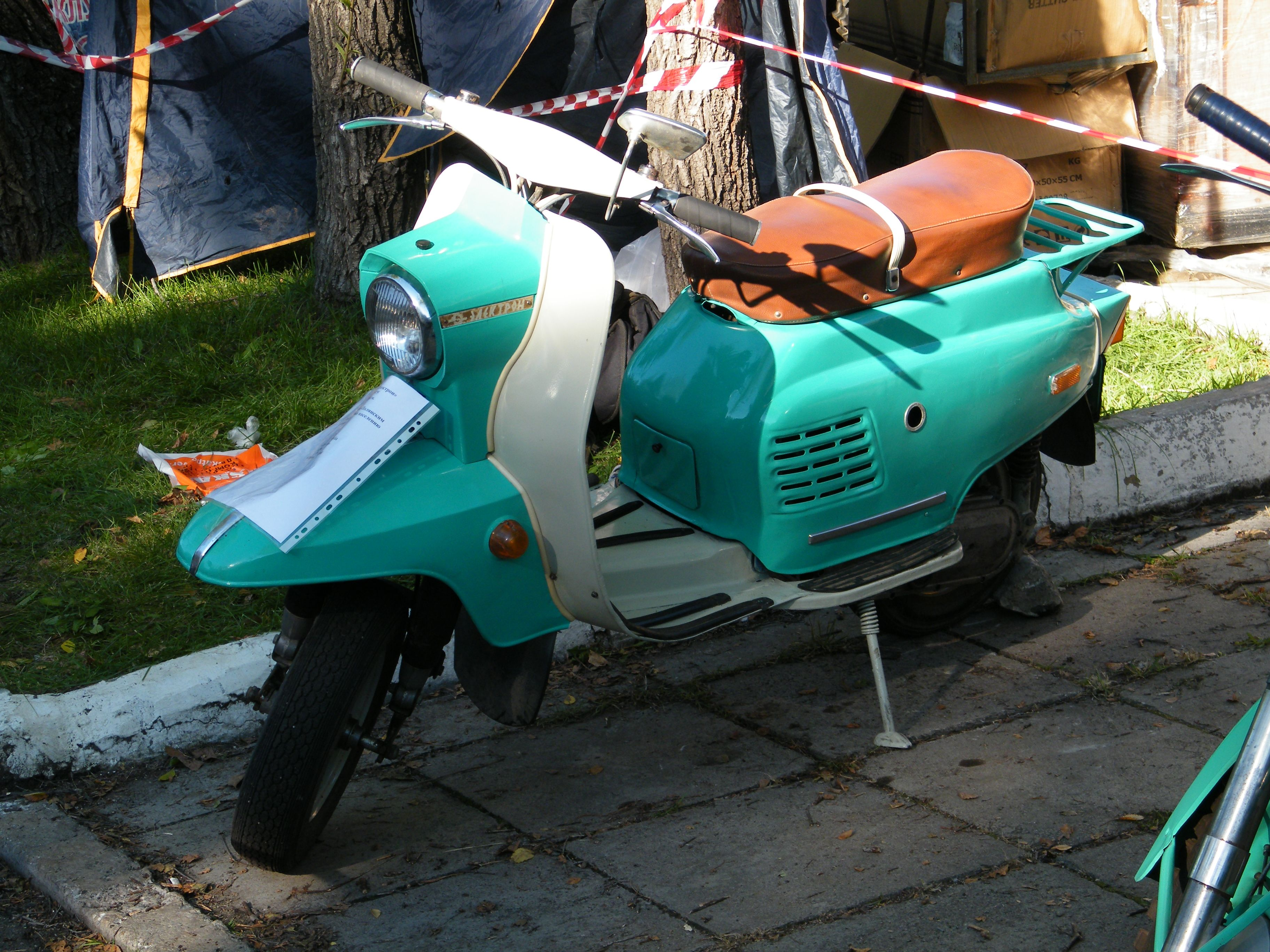
Мотороллер «Электрон», СССР, 1970-е годы.
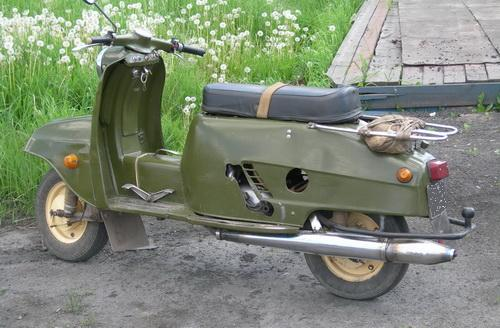
Мотороллер «Турист-200М», СССР (1976 года выпуска).
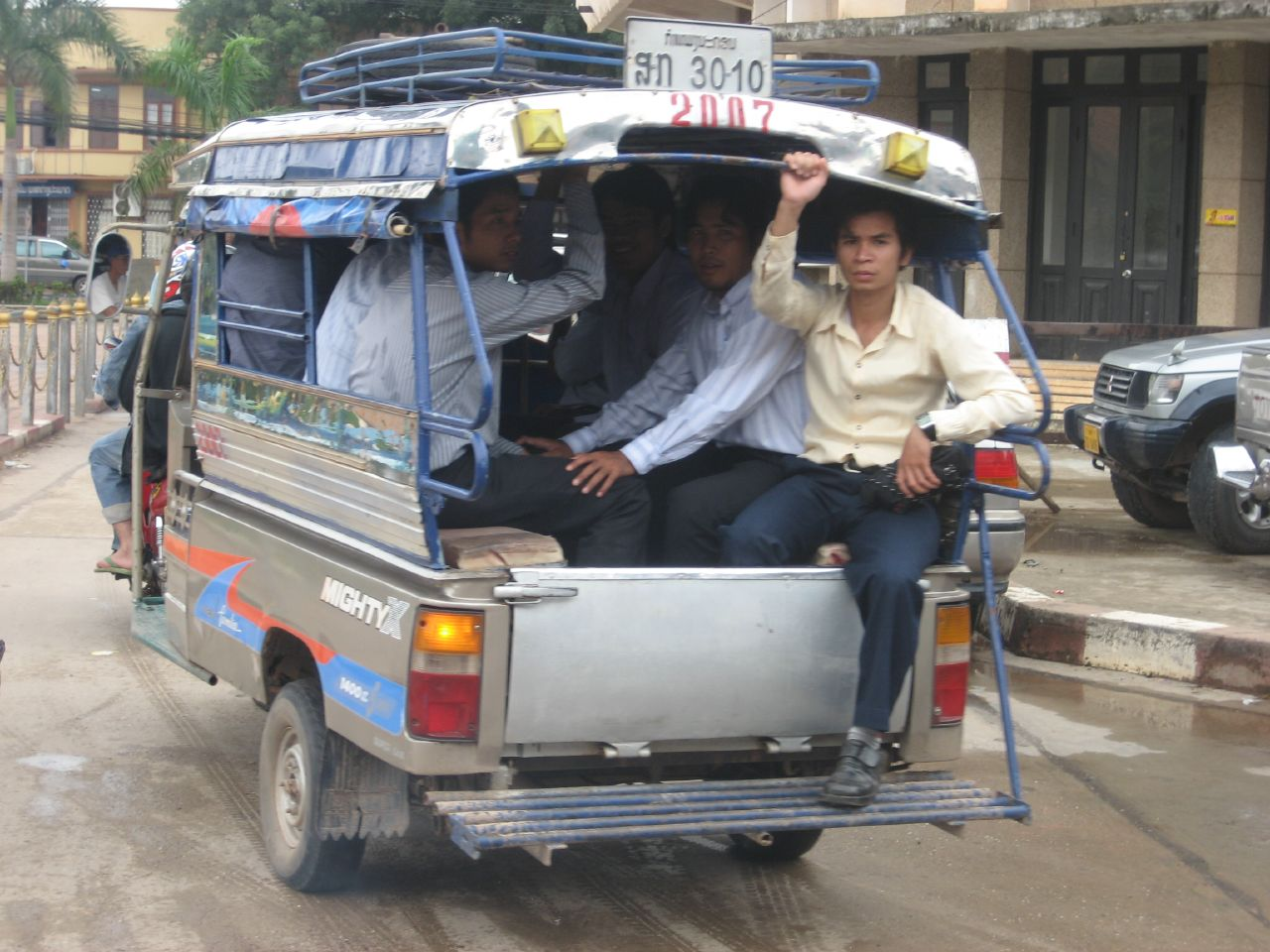
Маршрутное такси (грузовой мотороллер) в Лаосе.

### Прочие
- «Веломоторс» — российская машиностроительная компания, крупный российский производитель велосипедов, мотороллеров, мотоциклов, квадроциклов, а с 2013 года ещё и снегоходов «Росомаха» и комплектующих к ним.
- «Zanella» — аргентинская компания, производитель мотоциклов, мотороллеров и комплектующих к ним.